# Klaus Wiener

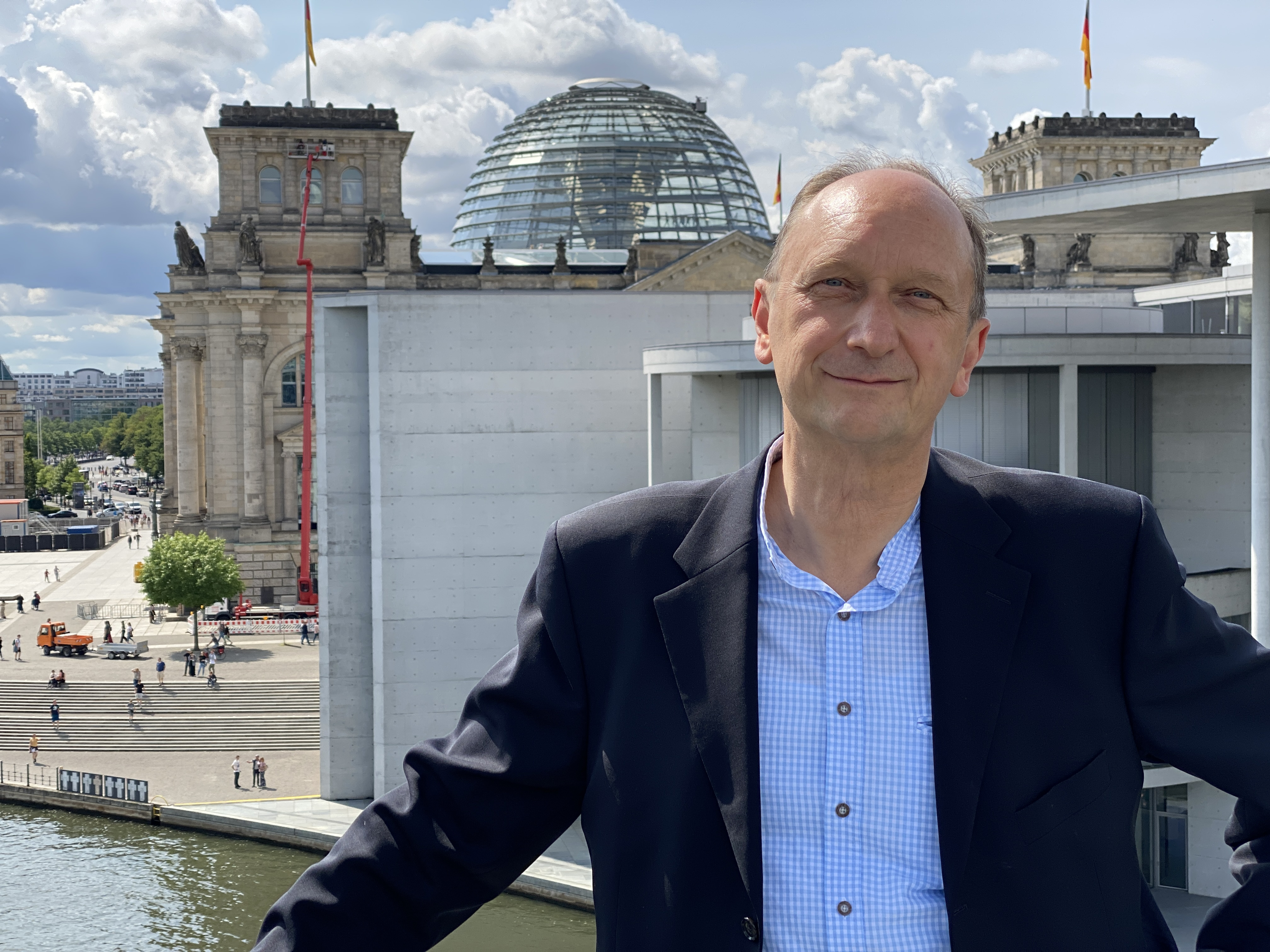
Klaus Wiener am Reichstag in Berlin (2021)

Klaus Wiener (* 21. August 1962 in Nordhorn) ist ein deutscher Politiker (CDU). Er ist seit 2021 Mitglied des Deutschen Bundestages.

## Werdegang
Klaus Wiener wuchs in Klausheide bei Nordhorn auf und legte 1982 am Gymnasium Nordhorn sein Abitur ab, anschließend machte er eine Ausbildung zum Energieanlagenelektroniker. Nach dem Studium der Volkswirtschaftslehre in Osnabrück und Athens (Georgia, USA) promovierte Wiener im Fach Volkswirtschaftslehre.
Nach 23 Jahren als Volkswirt und Chefvolkswirt bei verschiedenen Versicherungen und Verbänden der Versicherungswirtschaft wandte Wiener sich der Politik zu und ist seit 2005 Mitglied der CDU.
Er ist Mitglied im Wirtschaftsrat der CDU und Mitglied der Mittelstands- und Wirtschaftsunion.
Im April 2021 stellte die CDU Wiener als Direktkandidaten im Bundestagswahlkreis Mettmann I auf. Bei der Bundestagswahl am 26. September 2021 erhielt er das Wahlkreismandat mit 29,97 % der Stimmen und ist damit seit September 2021 Mitglied des Bundestages in der CDU/CSU-Fraktion.
Er ist katholisch, verheiratet und hat zwei Söhne. Er lebt in Haan, Kreis Mettmann.